# イギリスのカントリー

ENG
WAL
SCO
NIR

イギリスのカントリー（英: Countries of the United Kingdom）とは、イギリス（グレートブリテンおよび北アイルランド連合王国）を構成する4つの地域であるイングランド、ウェールズ、スコットランド、北アイルランドのこと。

## 概説
カントリーという呼称は説明的に頻繁に使われるが、成文憲法が無いことや複雑な歴史的経緯により4つのカントリーを総称する公式な名称は存在しない。またカントリーは通常の意味での行政区画でもない。
別名として構成国あるいはホーム・ネイションズも使用される。
国際法上の主権国家であるイギリスは国際連合や北大西洋条約機構といった国際機関の一員である。イングランド、北アイルランド、スコットランド、ウェールズは国際標準化機構 (ISO) の国リストに記載されていない。しかしながらイギリスの下位区分のISOリストが英国規格および英国国家統計局によって提供されておりイングランド、スコットランド、ウェールズを説明するためにカントリーが使われている。対照的に、北アイルランドは同じリスト上で「プロビンス」と公式に表現されている。
イングランド、スコットランド、ウェールズは多くのスポーツにおいて単独の統括団体を有しており、これは国際スポーツ大会においてそれぞれの代表に分かれて競い合うことを意味している。北アイルランドはサッカーでは単独の統括団体（アイリッシュ・フットボール・アソシエーション）を有しているがほとんどのスポーツにおいて全アイルランドを統括する団体をアイルランド共和国と共に組織している。
なお、王室属領であるチャンネル諸島やマン島、そして、海外領土は、その国際関係（外交や防衛）について連合王国が責任を負う地域であるが、連合王国の一部でなく、カントリーにも含まれない。

## 一覧
| 名称           | 旗 | ISO | 面積 (km²) | 人口 （2021年） | 首都         | 議会 | 連合   | 法域                           | 島                |
| -------------- | -- | --- | ---------- | --------------- | ------------ | ---- | ------ | ------------------------------ | ----------------- |
| イングランド   |    | ENG | 130,395    | 5,653.6万       | ロンドン     | ×    | 0927年 | イングランド および ウェールズ | グレート ブリテン |
| ウェールズ     |    | WAL | 020,779    | 0310.5万        | カーディフ   | ○    | 1282年 | イングランド および ウェールズ | グレート ブリテン |
| スコットランド |    | SCO | 078,772    | 0548.0万        | エディンバラ | ○    | 1707年 | スコットランド                 | グレート ブリテン |
| 北アイルランド |    | NIR | 013,843    | 0190.5万        | ベルファスト | ○    | 1922年 | 北アイルランド法               | アイルランド      |

### 備考
- 北アイルランドの国旗  は、1953年–1972年だけ使われた。1973年以降、公式の国旗を有さない。
- 「ISO」は、ISO 3166-2:GBコードで、正式に「GB-XXX」とする。FIFAコードでは、この3文字だけをそのまま使う。
- 「連合」は、イギリス（1707年までイングランド王国、それから現在まで連合王国）となった年。ただし1801年にアイルランド全島が一旦併合されており、アイルランド自由国の分離に伴って、アイルランド島の連合王国残留地域が北アイルランドに再編。

## 扱いの違い
| · 聖アンデレ十字 · 16世紀 (スコットランド)         | · 聖アンデレ十字 · 16世紀 (スコットランド)         | · 聖アンデレ十字 · 16世紀 (スコットランド)         | · 聖アンデレ十字 · 16世紀 (スコットランド)         | · 聖アンデレ十字 · 16世紀 (スコットランド)         | · 聖アンデレ十字 · 16世紀 (スコットランド)         |  |  | · 聖ゲオルギウス十字 · 16世紀 (イングランドとウェールズ) | · 聖ゲオルギウス十字 · 16世紀 (イングランドとウェールズ) | · 聖ゲオルギウス十字 · 16世紀 (イングランドとウェールズ) | · 聖ゲオルギウス十字 · 16世紀 (イングランドとウェールズ) | · 聖ゲオルギウス十字 · 16世紀 (イングランドとウェールズ) | · 聖ゲオルギウス十字 · 16世紀 (イングランドとウェールズ) |
| · 聖アンデレ十字 · 16世紀 (スコットランド)         | · 聖アンデレ十字 · 16世紀 (スコットランド)         | · 聖アンデレ十字 · 16世紀 (スコットランド)         | · 聖アンデレ十字 · 16世紀 (スコットランド)         | · 聖アンデレ十字 · 16世紀 (スコットランド)         | · 聖アンデレ十字 · 16世紀 (スコットランド)         |  |  | · 聖ゲオルギウス十字 · 16世紀 (イングランドとウェールズ) | · 聖ゲオルギウス十字 · 16世紀 (イングランドとウェールズ) | · 聖ゲオルギウス十字 · 16世紀 (イングランドとウェールズ) | · 聖ゲオルギウス十字 · 16世紀 (イングランドとウェールズ) | · 聖ゲオルギウス十字 · 16世紀 (イングランドとウェールズ) | · 聖ゲオルギウス十字 · 16世紀 (イングランドとウェールズ) |
|                                                    |                                                    |                                                    |                                                    |                                                    |                                                    |  |  |                                                          |                                                          |                                                          |                                                          |                                                          |                                                          |
|                                                    |                                                    |                                                    |                                                    |                                                    |                                                    |  |  |                                                          |                                                          |                                                          |                                                          |                                                          |                                                          |
| · グレートブリテンの旗 · 1707年 (グレートブリテン) | · グレートブリテンの旗 · 1707年 (グレートブリテン) | · グレートブリテンの旗 · 1707年 (グレートブリテン) | · グレートブリテンの旗 · 1707年 (グレートブリテン) | · グレートブリテンの旗 · 1707年 (グレートブリテン) | · グレートブリテンの旗 · 1707年 (グレートブリテン) |  |  | · 聖パトリック十字 · (アイルランド)                      | · 聖パトリック十字 · (アイルランド)                      | · 聖パトリック十字 · (アイルランド)                      | · 聖パトリック十字 · (アイルランド)                      | · 聖パトリック十字 · (アイルランド)                      | · 聖パトリック十字 · (アイルランド)                      |
| · グレートブリテンの旗 · 1707年 (グレートブリテン) | · グレートブリテンの旗 · 1707年 (グレートブリテン) | · グレートブリテンの旗 · 1707年 (グレートブリテン) | · グレートブリテンの旗 · 1707年 (グレートブリテン) | · グレートブリテンの旗 · 1707年 (グレートブリテン) | · グレートブリテンの旗 · 1707年 (グレートブリテン) |  |  | · 聖パトリック十字 · (アイルランド)                      | · 聖パトリック十字 · (アイルランド)                      | · 聖パトリック十字 · (アイルランド)                      | · 聖パトリック十字 · (アイルランド)                      | · 聖パトリック十字 · (アイルランド)                      | · 聖パトリック十字 · (アイルランド)                      |
|                                                    |                                                    |                                                    |                                                    |                                                    |                                                    |  |  |                                                          |                                                          |                                                          |                                                          |                                                          |                                                          |
|                                                    |                                                    |                                                    |                                                    |                                                    |                                                    |  |  |                                                          |                                                          |                                                          |                                                          |                                                          |                                                          |
|                                                    |                                                    |                                                    |                                                    |                                                    |                                                    |  |  | · 1801年の合同旗 · 1801年 (イギリス)                     |                                                          |                                                          |                                                          |                                                          |                                                          |

イングランド以外の3つのカントリーに対しては、程度の差こそあれ立法権が委譲 (devolved legislature) されている。イギリスの議会は、ウェールズやスコットランドに対する留保事項 (reserved matters) の全て、北アイルランドに対する非移管事項 (non‐transferred matters) の全てを扱うが、ウェールズ国民議会・スコットランド議会・北アイルランド議会に委譲された事項を扱わない。それに対し、独自の議会を有さないイングランドについては、イギリスの議会が完全に責任を負う。
イングランドおよびウェールズは、それ自体が1つの法域を成し、コモン・ローを基礎とする同一の法体系たるイングランドおよびウェールズ法の下にある。一方、スコットランドのスコットランド法は大陸法の影響が強く、他のカントリーと大きく法制が異なる。北アイルランドも独自の法域であり、コモン・ローを基礎とする北アイルランド法を持つ。
イギリスの国旗（ユニオンフラッグ）やイギリスの国章には、イングランド、スコットランド、アイルランド、それぞれのシンボルが取り入れられている。しかし、最初にイングランド王国に併合されたウェールズのシンボルは、国旗にも国章にも無い。また、第4のカントリーがアイルランドから北アイルランドに代わった際にも国旗や国章は変更されていないので、依然として北アイルランドでなくアイルランド全体のシンボルが含まれている。

## 公式な名称
カントリーに相当する公式な名称は、定められていない。ただし、イングランド王国・連合王国の拡大を規定した連合法の中に、個別に表したケースが幾つか存在する。
- 1535年ウェールズ合同法は、ウェールズを“Country, Principality and Dominion”“Dominion of Wales”と、また、1542年ウェールズ合同法は、ウェールズを“Dominion, Principality and Country”“Dominion and Principality”としている。イングランドを表した語句は、含まれない。
- 1707年連合法は、イングランド、スコットランドをそれぞれ“Part of the united Kingdom”としている。
- 1800年連合法は、“part”を数ヶ所で使っている。また、グレートブリテン、アイルランドをそれぞれ“Country”とした箇所が存在する。
- 1920年アイルランド統治法には、この種の語句が含まれない。